# Piedratajada
Piedratajada és un municipi d'Aragó situat a la província de Saragossa i enquadrat a la comarca de Las Cinco Villas. A finals del segle xix i la major part del segle xx incloïa el terme municipal de Marracos.

## Festes
Les festes principals són el 20 de gener (Sant Sebastià), el 31 d'agost (Sant Ramon Nonat) i el 3 de maig.